# اینترمتزو شماره ۱
«اینترمتزو شماره ۱» (انگلیسی: Intermezzo No. 1) آهنگی بی‌کلام از ابرگروه سوئدی موسیقی پاپ آبا است که در سال ۱۹۷۵ منتشر شد. این قطعه موسیقی به همراه «ورود» آنها قطعات موسیقی سازی آبا هستند. با این حال، این تنها آهنگ صرفاً سازی آباست است، زیرا «ورود» شامل «لایه‌ای اِستاتیک از آوازهای غنی هارمونیک» است. روی جلد صفحه نام این آهنگ به صورت «اینترمتزو شماره ۱ با حضور بنی آندِشون» نوشته شده‌است.